# Villa Typhonium

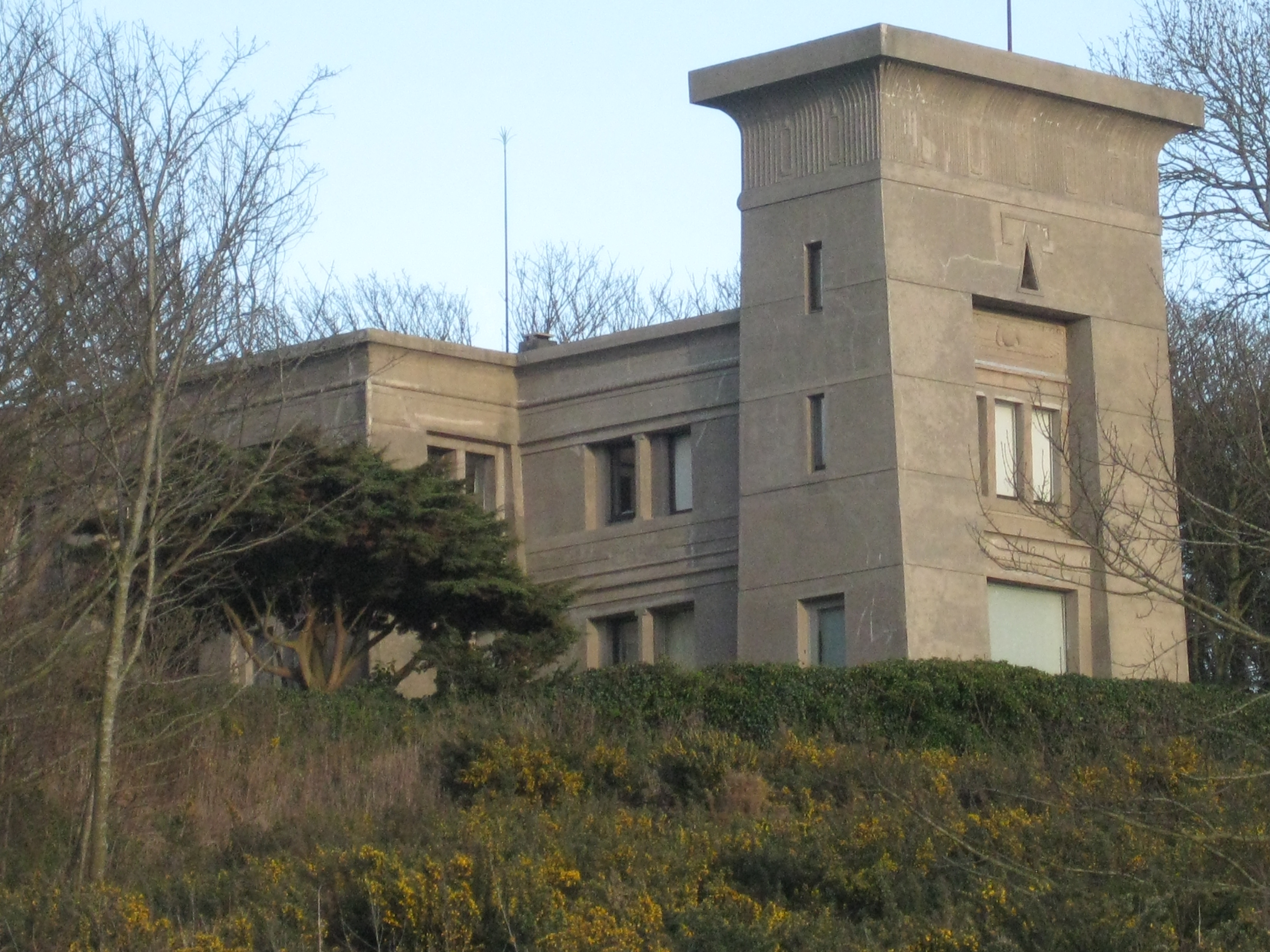
Typhonium

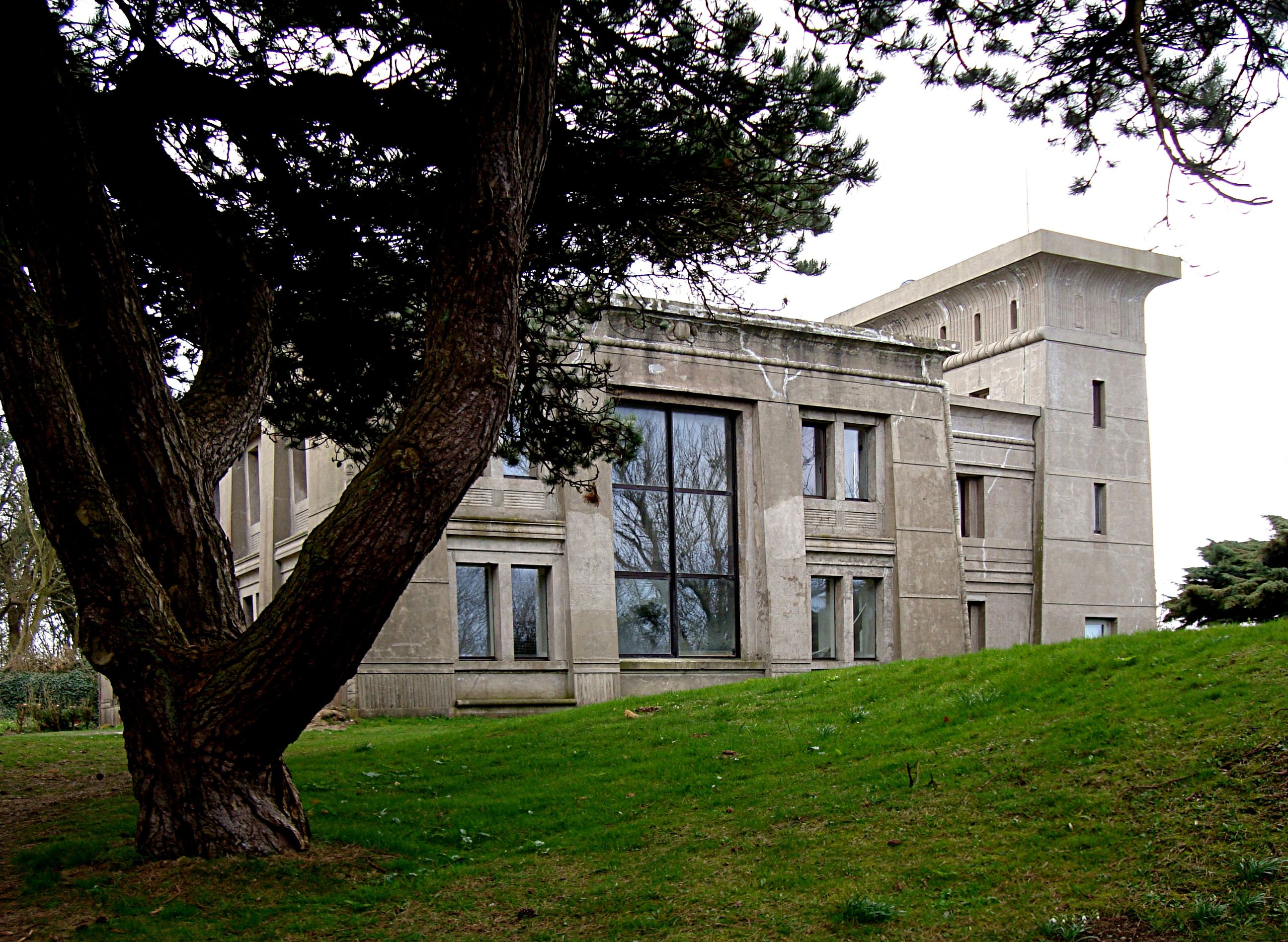
Andere zijde

Het Typhonium is een villa in de tot het departement Pas-de-Calais behorende plaats Wissant.

## Geschiedenis
De villa werd gebouwd in 1890-1891 naar ontwerp van Edmond De Vigne voor het kunstschildersechtpaar Adrien Demont en Virginie Demont-Breton. Zij waren geboeid door het oude Egypte en, hoewel zij daar nooit geweest waren, hadden ze hun wijsheid uit het boek "Description de l'Égypte", een zeer uitgebreide studie naar aanleiding van de expeditie naar Egypte van Napoleon Bonaparte. Van 1910-1911 werd de villa uitgebreid met een monumentaal poortgebouw, geïnspireerd op de poort van het Tempelcomplex van Dendera.
Tijdens de Tweede Wereldoorlog woedde er een brand, waardoor de houten interieurelementen verloren zijn gegaan.

## Gebouw
Het gebouw, geïsoleerd gelegen in de duinen, ademt de art-decostijl, met uiteraard een neo-Egyptische uitstraling. Het werd uitgevoerd in marmersteen uit de groeve van Marquise, maar een deel werd bepleisterd en het terras is van beton.
Bij de uitbreiding van 1911 werden de inwoners afgebeeld in oud-Egyptische dracht en voorzien van dito symbolen. Ook Louis Blériot werd nog afgebeeld als de valkengod Horus.
Zelfs de bliksemafleiders ontkwamen niet aan de Egyptische oudheid: ze kregen de vorm van papyrusbloemen.
Het Typhonium is geklasseerd als monument historique.